# Theod. Mahr Söhne

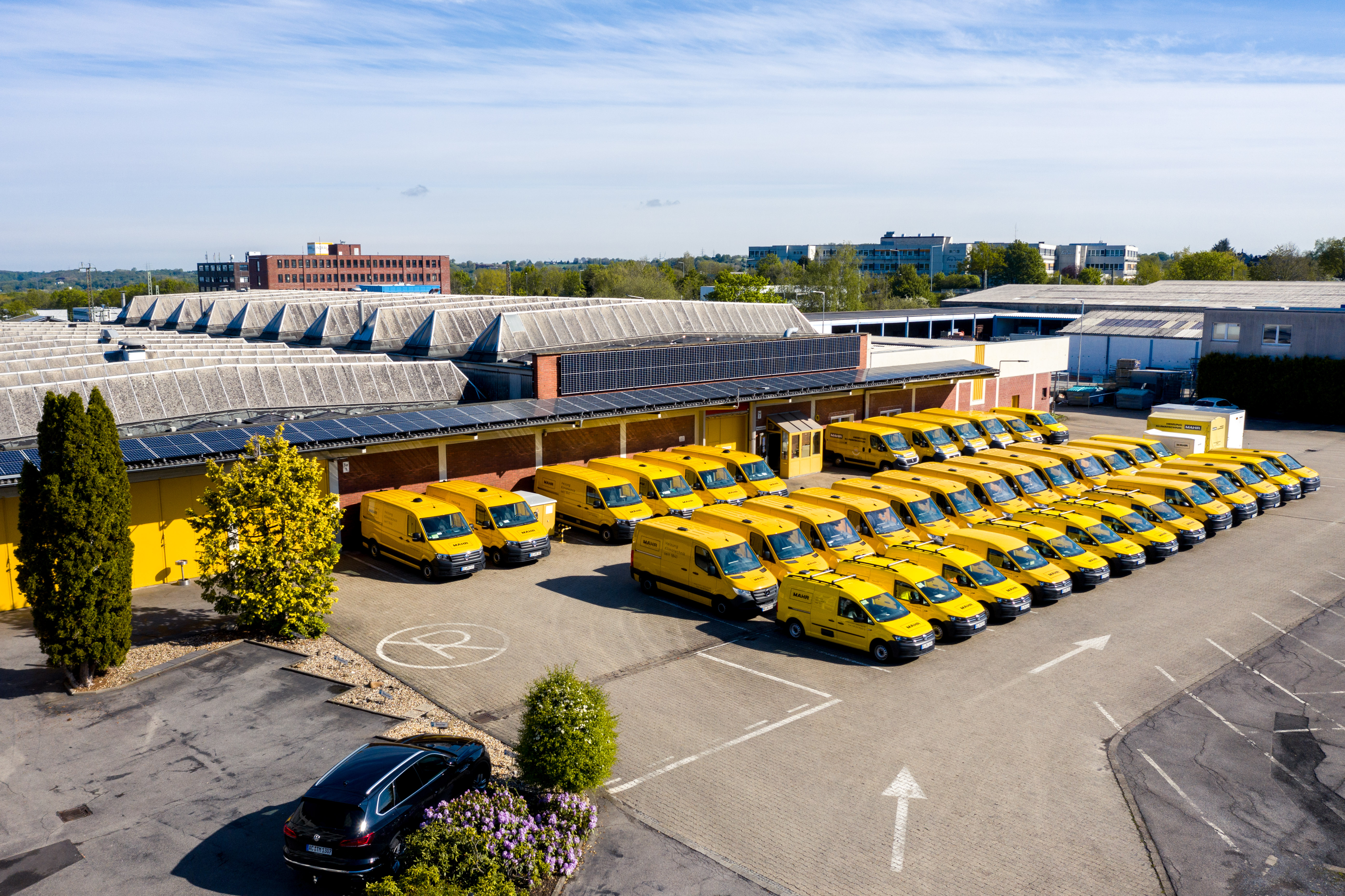
Luftaufnahme des Firmensitzes

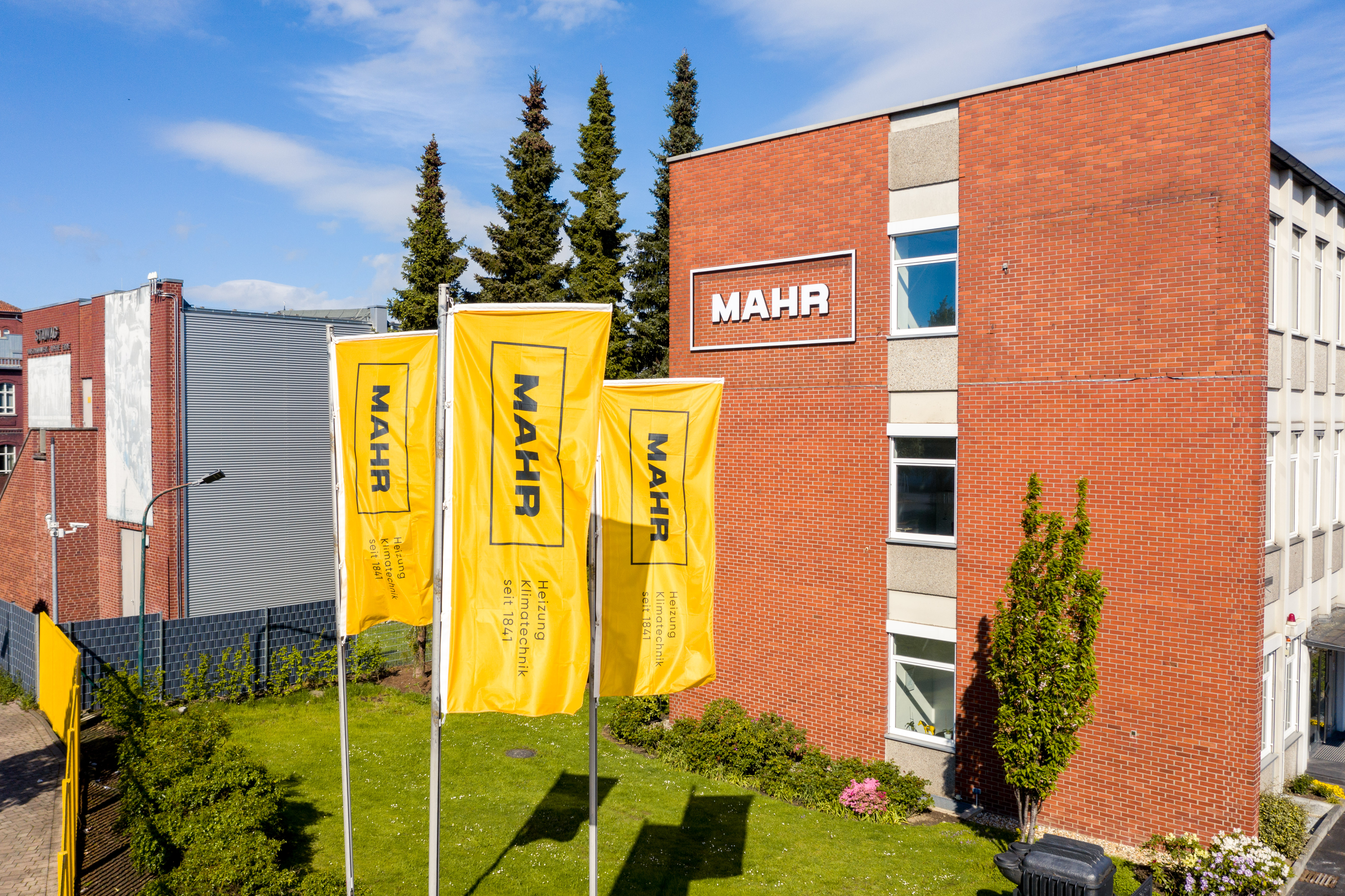
Bürotrakt des Firmensitzes

Die Theod. Mahr Söhne GmbH ist ein mittelständisches Unternehmen der Wärme-, Lüftungs- und Klimatechnik mit Sitz in Aachen, welches heute in der sechsten Generation von der Familie Mahr geleitet wird. Das Unternehmen beschäftigt heute ca. 160 Mitarbeiter und ist nach eigenen Angaben die älteste deutsche Heizungsfirma.

## Geschichte
Das Unternehmen wurde am 1. März 1841 von dem Schlossermeister Hubert Theodor Mahr als Ofenschlosserei Mahr gegründet. Er brachte 1850 seine erste Warmluftheizung auf den Markt. Das Unternehmen entwickelte die Sparte Central-Luftheizungen, mit der es auch im Ausland tätig wurde. Ab dem 20. Jahrhundert spezialisierte sich das Unternehmen auf vor allem auf Kirchenheizungen und konnte im Jahr 1909 den 2000. firmeneigenen Central-Heizapparat in der St. Josef-Kirche in Düsseldorf installieren. Bereits im Jahr 1936 wurden mehr als zweitausend Kirchenheizungen eingebaut, darunter in mehr als 15 Dombauten. Bis zum 100-jährigen Firmenjubiläum im Jahr 1941 konnte der Einbau von Luftheizungsapparate auf 6500 Stück gesteigert werden. In den 1970er-Jahren erweiterte die Firma ihr Portfolio mit dem Bau einer ersten Aachener Solaranlagen auf ihrer eigenen Betriebsstätte in Aachen. Schließlich wurde im Jahr 1992 eine Niederlassung in Cossebaude bei Dresden eröffnet.

## Kirchenbeheizung
Mahr ist spezialisiert auf das Gebiet der Kirchenheizung. Die Besonderheit der Kirchenbeheizung liegt in den hohen, mit Nischen versehenen großen Gebäuden mit großen Fensterflächen und hohem Luftwechsel. Wurden früher die Kirchen nur zum Gottesdienst mit einem Ofen beheizt, sind heute Anforderungen nicht nur an die Temperatur, sondern auch an die Luftfeuchtigkeit zu erfüllen, damit die Kirchenausstattung wie Orgel, Malereien, Holzschnitzereien, Skulpturen etc. vor Schwitzwasser geschützt werden. Auf diesem Gebiet ist das Unternehmen nicht nur in Deutschland und die Beneluxstaaten, sondern auch in weitere europäische Staaten (u. a. Österreich, Schweiz, Polen, Italien, Frankreich) tätig.

## Weitere Dienstleistungen
Neben der Heizungstechnik umfasst die Firma auch den Klimatechnikbereich sowie Sanitär- und Solartechnik. Neben Kirchen und dem klassischen Privatkundengeschäft bietet das Unternehmen Planung, Montage und Service für Industrie- und Gewerbekunden an. Ein weiterer Geschäftszweig bildet die Planung und Montage von Sonderanlagen (z. B. für die Automobilindustrie in Form von Prüfständen für Rollen, Motoren und Batterien).